# Benjamin Goodhue

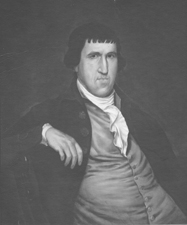
Benjamin Goodhue

Benjamin Goodhue (* 20. September 1748 in Salem, Province of Massachusetts Bay; † 28. Juli 1814 ebenda) war ein US-amerikanischer Politiker (Föderalistische Partei), der den Bundesstaat Massachusetts in beiden Kammern des Kongresses vertrat.
Der in Salem geborene Benjamin Goodhue machte 1766 seinen Abschluss am Harvard College. In der Folge war er als Kaufmann tätig. Politisch betätigte er sich ab 1780, als er ins Repräsentantenhaus von Massachusetts gewählt wurde, wo er bis 1782 verblieb. Im Jahr 1783 sowie zwischen 1786 und 1788 saß er im Senat des Staates. Überdies nahm er 1779 und 1780 am Verfassungskonvent für Massachusetts teil.
Als Vertreter seines Heimatstaates wurde Goodhue 1788 in den ersten US-Kongress gewählt. Dort war er Anhänger der Pro-Administration-Fraktion, zählte also zu den Befürwortern der Regierungspolitik. Auch den drei nachfolgenden Kongressen gehörte er an, ehe er im Juni 1796 sein Mandat niederlegte, um in den Senat zu wechseln. Dort nahm Goodhue, mittlerweile Mitglied der Föderalistischen Partei, den Platz des zurückgetretenen George Cabot ein. Er wurde einmal im Amt bestätigt, verzichtete dann aber selbst am 8. November 1800 auf seinen Sitz und schied aus dem Senat aus.